# Лінда Яккаріно
Лі́нда Яккарі́но (англ. Linda Yaccarino; нар. 27 листопада 1963) — американська медіаменеджерка, головна виконавча директорка (CEO) 𝕏 Corp. та Twitter (06.2023-07.2025). До того працювала у рекламній індустрії, зокрема понад десять років очолювала продажі реклами в американській медіакорпорації NBCUniversal.

## Життєпис
Лінда Яккаріно народилася у італо-американській родині та виросла у штаті Нью-Йорк. У 1985 році вона закінчила коледж комунікацій Університету штату Пенсільванія.
Близько 20 років Яккаріно працювала у компанії Turner Entertainment, де стала виконавчою віцепрезиденткою та операційною директоркою рекламних продажів; працювала над розробкою нових рекламних і маркетингових стратегій. У 2011 році вона долучилася до компанії NBCUniversal, де очолила напрям рекламних продажів.
На громадських засадах Яккаріно у 2014 році долучилася до некомерційної організації Ad Council; у 2021 році вона очолила її раду директорів. У 2018 році Яккаріно була призначена президентом Трампом на до Президентської ради з питань спорту, оздоровлення та харчування (President's Council on Sports, Fitness, and Nutrition).
У травні 2023 року вона пішла у відставку з NBCUniversal, щоб очолити компанію Twitter на запрошення власника Ілона Маска. Вона зайняла посаду головної виконавчої директорки компанії (англ. chief executive officer); водночас Маск залишається головою ради директорів (англ. chair) та технічним директором компанії (англ. chief technical officer). За повідомленнями медіа, однією з головних цілей Маска та Яккаріно у призначенні її на посаду є відновити довіру до Twitter серед великих рекламодавців, які знизили рівень закупівлі реклами на платформі після її придбання Маском у 2022 році. За період перебування на цій посаді Яккаріно неодноразово критикували як лише номінальну генеральну директорку, яка не має реального впливу на дії власника платформи Маска.
9 липня, як повідомила телерадіокомпанія CNN, Генеральна директорка соцмережі 𝕏 Лінда Яккаріно повідомила, що залишає свою посаду після двох років керівництва компанією.

## Родина
Яккаріно одружена та має двох дітей; сім'я живе у селищі Сі-Кліфф штату Нью-Йорк.